# Valentín Mestroni
Valentín Mestroni (Buenos Aires, 1887 - 1976) fue un pedagogo argentino egresado como maestro y profesor de la Escuela Normal de Profesores N° 2 (a partir de 1927 Escuela Mariano Acosta). Escribió "Los Maestros que yo he tenido" y fue un defensor de la actividad física y de las manualidades en las escuelas.

## Antecedentes personales
El profesor Mestroni nació en el seno de una familia con dos hermanos que vivía próxima a la plaza San Martín, en el barrio del Retiro de la ciudad de Buenos Aires. Durante el verano antes de cumplir los seis años, edad establecida por la ley 1.420 como obligatoria para iniciar los estudios, fue enviado a una escuela barrial privada, próxima a su hogar. Su educación primaria la inició a los 5 años de edad en 1893 en la escuela estatal N° 10 del Socorro. Segundo grado lo continuó en una escuela también estatal del barrio de Boedo.
Al finalizar la primaria, decidió continuar con los estudios. Lo hizo motivado por su madre, en contra de la opinión del padre (que deseaba que lo ayude en el negocio familiar), y por consejo de varios de los vecinos que no tenían educación a los que ayudaba con sus escritos. Accedió a la Escuela Normal de Profesores N° 2 (a partir de 1927 renombrada Escuela Mariano Acosta) por la proximidad a su vivienda y por la modalidad becada de su cursada, aunque aún no tenía vocación docente. Según él mismo escribió, la vocación le fue transmitida por los consejos y ejemplos de los maestros que tuvo en ese instituto de formación.
Al no contar con la edad requerida al terminar la primaria, cursó un año libre en el Colegio Nacional Norte hasta tanto pudo ingresar a la Escuela Normal. Eso lo pudo concretar con quince años. En 1905 egresó como maestro y 1907 como profesor normal del mismo instituto.
Desde 1906 trabajó como maestro de grado y luego como profesor de Física y Ciencias Naturales. El rector de entonces era el profesor Pablo Pizzurno.
Fue designado subregente de la Escuela Normal de Profesores N° 2 en el año 1916 y luego Inspector Técnico de Escuelas.
Se jubiló en el año 1930. En la actividad privada fundó la escuela de Aprendices CATITA (Corporación de Industria y Transporte Automotor).

## Regencia en el Liceo Militar
Con motivo de la aparición del Liceo Militar General San Martín, fue convocado para ser su primer regente de estudios. Ello se concretó en 1938 y lo fue por el lapso de cinco años, lo que le permitió ver egresar a la primera camada de estudiantes.

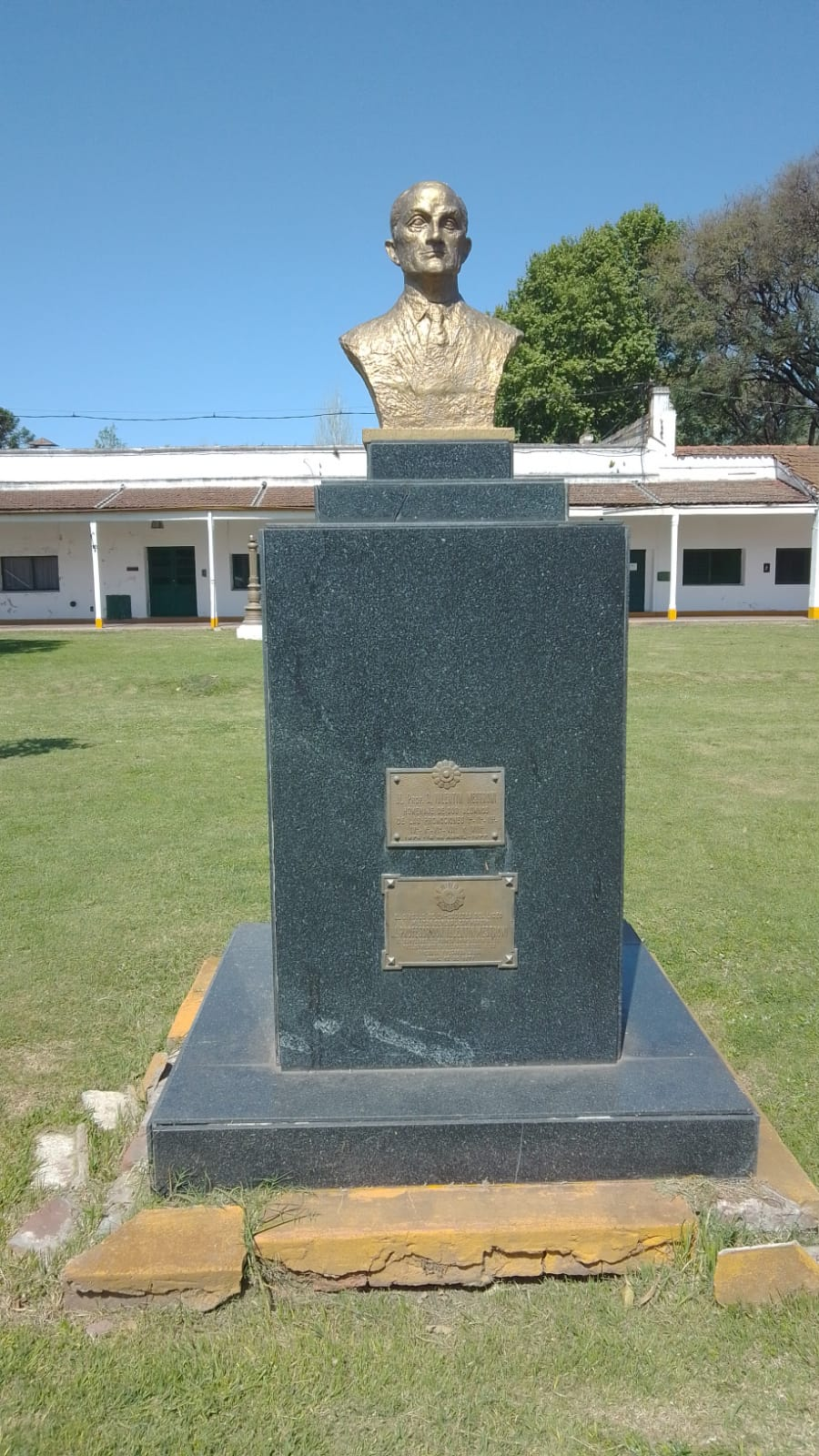
Busto del Profesor Valentín Mestroni emplazado en el LMGSM.

En una nota publicada por el Diario La Prensa el 11 de marzo de 1979, denominada Viejos Maestros, el profesor Mestroni relató cómo fue su incorporación como regente - fundador del Liceo Militar General San Martín:
"En 1938 recibí un llamado telefónico de una  persona que no conocía, el entonces coronel Ernesto Florit. Fui a verlo y me dijo que, por iniciativa del general Justo se había creado un Colegio Nacional Militar, que después se llamo Liceo Militar, y me pedía que aceptara el cargo director (después se llamo regente de estudios). Se debía preparar en el instituto bachilleres como en los colegios nacionales y, al mismo tiempo, futuros oficiales de reserva.
El instituto funcionaría con su dirección y como subdirector el Teniente Coronel Aníbal Suárez Girado. Ambos, además de ser militares distinguidos, fueron maestros cabales en su máxima expresión y me dejaron proceder sin traba alguna. Tuve el placer de realizar lo que siempre había soñado, un colegio de enseñanza secundaria verdaderamente formativo y donde los alumnos recibirían una educación que desarrollaría todas sus aptitudes, tanto morales como físicas, artísticas y manuales. Por ello se proveyeron todos los elementos, se dispuso de aulas inmejorables y del mobiliario y elementos necesarios."
Las designaciones del Coronel Florit como Director del Liceo y del Profesor Valentín Mestroni como Jefe de Estudios tuvieron su consecuencia en el perfil del futuro instituto: la adopción de normas y comportamientos internos propios del Colegio Militar de la Nación y el estilo de enseñanza de la “Escuela Nacional de Profesores Mariano Acosta”, por donde habían pasado Mestroni y el propio Florit.
Al ser Mestroni el primer regente, le cupo la responsabilidad de diseñar la enseñanza y seleccionar e incorporar a los docentes. En cuanto a la educación, si bien las materias a dictar se encontraban fijadas por el ministerio respectivo, agregó trabajo manual.
La influencia de la Escuela Mariano Acosta se observa en la lista de los profesores y preceptores elegidos ya que la mayoría se relacionaba con ese instituto, ya sea porque habían estudiado en él o porque se desempeñaban en el momento como docente. Uno de los pocos que no estaba relacionado con esa escuela fue el profesor de música Alberto Ginastera, recién egresado del Conservatorio William en el año 1938.

Según el profesor Félix Coluccio, uno de los "profesores fundadores" y luego regente del Liceo,
"los profesores más distinguidos, valiosos y reconocidos en el ambiente educacional de la Ciudad de Buenos Aires fueron convocados y, prácticamente todos, aceptaron el cargo. El ideal del profesor Mestroni era hacer del Liceo un instituto educacional de excelencia".

## Vida Posterior a la Regencia del Liceo
Luego de ser el "regente fundador", pasó a la Dirección General de Liceos del Ejército, con el cargo de asesor técnico. En ese entonces se había creado otro liceo. Fue reemplazado por el profesor Félix Coluccio en el cargo que dejó.
En 1958 fue nombrado Presidente del Consejo Nacional de Educación.
Falleció en el año el 12 de abril de 1976.

## Publicaciones
- Los Maestros que yo he tenido. Editorial Plus Ultra. Buenos Aires, 1965. El libro es un relato de su trayectoria educativa, de sus ideas pedagógicas, una descripción detallada de la Escuela Normal de Profesores N°2, todo enmarcado en la descripción de algunos barrios de Buenos Aires en los inicios del siglo XX.
- La medicina en el Quijote. Buenos Aires : Talleres gráficos Grego (1953)
- Trabajo Manual. Editorial Kapeluz. Buenos Aires, 1959. (Coautor con Lino Mestroni).
- Artículos en la revista Addenda de la Escuela Normal de Profesores Mariano Acosta.[6]

## Legado
Un busto del profesor Valentín Mestroni se encuentra en el jardín frente a la regencia de estudios del Liceo Miliar General San Martín.